# Aplatyphylax terrestris
Aplatyphylax terrestris is een schietmot uit de familie Limnephilidae. De soort komt voor in het Oriëntaals gebied.